# Louis Darquier de Pellepoix

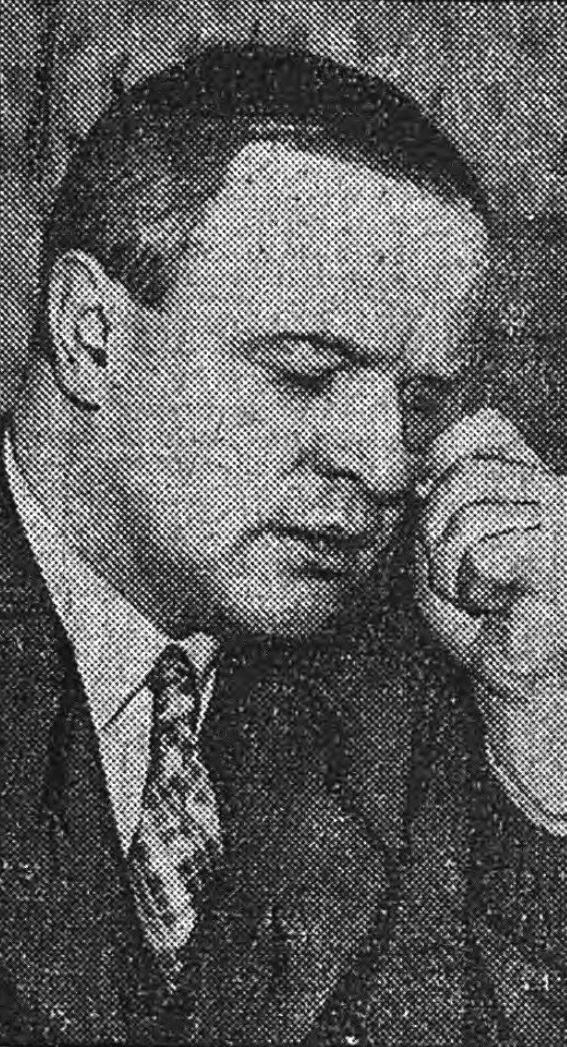
Darquier de Pellepoix, bild från tidningen Le Matin 6 maj 1942.

Louis Darquier, känd under det tagna namnet Louis Darquier de Pellepoix, född den 9 december 1897 i Cahors, död den 29 augusti 1980 i Málaga, var en fransk nationalistisk och antisemitisk högerpolitiker som under två år var chef för Vichyregimens kommissariat för ”judiska frågor” (Commissariat général aux questions juives).

## Biografi
Louis Darquier föddes i en läkarfamilj i Cahors i södra Frankrike. Han studerade i Toulouse fram till första världskrigets utbrott 1914, då han tog värvning. Efter kriget levde han ett bohemliv och tog sig titeln och namnet baron Darquier de Pellepoix. Han arbetade några år med mindre lyckade affärer, innan han 1927 flyttade till England. Han gifte sig med en australiska och 1930 fick paret dottern Anne. Paret Darquier de Pellepoix överlät vårdnaden av barnet till en barnsköterska och levde själva ett livligt uteliv i London. Bidrag till sitt uppehälle fick han av sin förmögne bror René.
Darquier återvände vid mitten av 1930-talet till Paris där han anslöt sig till nationalistiska organisationer, bland annat Action française och inledde sin politiska karriär. År 1935 blev han invald i Paris kommunfullmäktige, ett uppdrag han behöll fram till de allierades intåg i Paris 1944. Den fråga som stod högst på hans agenda var ”judefrågan”. Han var en aggressiv antisemit som ofta blev kritiserad för sitt grova språk. Ett par av hans yttranden och tidningsartiklar ledde till åtal för rashets, förtal och ärekränkning. Louis Darquier var medlem i olika högerextrema organisationer, till vilka han lyckades ordna finansiering från Nazityskland. Pengarna täckte även kostnaderna för en tidning han drev och två nationalistiska och antisemitiska propagandaorganisationer.
Vid andra världskrigets utbrott 1939 blev Darquier inkallad som löjtnant i artilleriet. Under den franska arméns reträtt tillfångatogs han av tyskarna, men blev snart frigiven. När han åter var civil i Paris startade han ett förbund ”för skyddet av rasen”.
Våren 1942 skulle Vichyregimen tillsätta en ny chef för Kommissariatet för judiska frågor efter att Xavier Vallat avskedats. Valet föll på Darquier, vilket även var vad de tyska myndigheterna i Frankrike önskade. Under Darquiers ledning deltog kommissariatet i organiserandet av Vélodrome d'Hiver-räden och andra massarresteringar av judar samt i konfiskeringen av judisk egendom.
Men Vichyregimen var missnöjd med Louis Darquier. Darquier visade sig vara en undermålig administratör och därtill hade det framkommit att korruption förekom i samband med konfiskeringarna. Även tyskarna var missnöjda. De ansåg att han inte lyckats förmå Vichyregimen att driva igenom olika åtgärder som de vill ha genomförda. Darquier avgick i februari 1944.
Louis Darquier de Pellepoix flydde efter krigsslutet till Spanien där han levde under Francos beskydd. Av en fransk domstol blev han 1947 dömd till döden in absentia. Franska staten krävde aldrig att han skulle utlämnas. Han avled i Málaga 1980.
År 1978 gav han en intervju till en journalist från den franska tidningen L'Express. Darquier dolde på intet sätt sitt judehat och frånsade sig allt ansvar för genomförandet av Vélodrom d'Hiver-räden som han menade helt sköttes av Vichyregimens rikspolischef René Bousquet (René Bousquet var 1978 en ansedd affärsman). Artikeln orsakade skandal i Frankrike.
Hans dotter, den engelska psykoanalytikern Anne Darquier (född 1930), begick självmord 1970. En av hennes patienter, förläggaren Carmen Callil, gjorde efterforskning kring Louis Darquier de Pellepoixs liv och om den föräldralösa dotterns uppväxt hos en barnsköterska i London. Resultatet publicerade hon 2006 i boken Bad Faith: A Forgotten History of Family, Fatherland and Vichy France.